# Christoph August Gustav Wilhelm von Sack
Christoph August Gustav Wilhelm von Sack  (* 13. Dezember 1773 in Vietnitz, Kreis Königsberg in der Neumark; † 17. Dezember 1844 in Berlin) war ein preußischer Generalleutnant.

## Leben

### Herkunft
Christoph August von Sacks Eltern waren Georg Friedrich von Sack (* 1724; † um 1783) – Herr auf Vietnitz, dass er 1783 wegen seiner Schulden verkaufen muss –, und dessen Ehefrau Dorothea Elisabeth, geborene von Katte, einzige Tochter des Generalleutnants von Katte. Sein Bruder Georg August Friedrich (* 1770) war preußischer Landrat.

### Militärkarriere
Sack besuchte ab dem 15. September 1785 das Kadettenhaus in Berlin und anschließend als Eleve die dortige Academie militaire. Am 25. Juni 1791 wurde er als Gefreitenkorporal im Infanterieregiment „von Hanenfeldt“ der Preußischen Armee angestellt. Dort avancierte Sack bis Ende Juni 1796 zum Sekondeleutnant und stieg am 5. Oktober 1805 zum Generaladjutant des Regimentschefs, Generalmajor von Ploetz, auf. Während des Vierten Koalitionskrieges kämpfte er in den Gefechten bei Liebstadt, Braunsberg, Gollau und Königsberg. In der Zeit wurde er am 12. August 1806 zum Premierleutnant befördert.
Nach dem Frieden von Tilsit wurde Sack am 26. Juli 1807 zum Stabskapitän befördert. Am 25. Januar 1808 wurde er in das 1. Pommersche Infanterie-Regiment (Nr. 2) versetzt, aber schon am 6. Dezember 1808 kam Sack mit Patent vom 4. Februar 1806 in das Schlesische Reserve-Bataillon. Am 17. Februar 1809 folgte seine Versetzung in das 1. Schlesische Infanterie-Regiment (Nr. 10). Dort wurde er am 19. Februar 1810 Hauptmann und Kompaniechef. Am 8. August 1810 erhielt er sein Patent mit Datum vom 22. August 1808. Im Feldzug von 1812 kämpfte Sack in den Gefechten bei St. Annen, Wollgund und Kyopen. Für sein Verhalten bei Neukrug erhielt er eine Belobigung. Während der Befreiungskriege nahm Sack an den Kämpfen bei Großgörschen, Bautzen, Dresden, Leipzig, Vauchamps, Paris, Ligny und Belle Alliance teil. Bei Dresden erwarb er sich das Eiserne Kreuz II. Klasse, wurde aber auch verwundet. Für die Einnahme von Namur erhielt Sack neben dem Eisernen Kreuz I. Klasse auch den Orden der Heiligen Anna II. Klasse. Zwischenzeitlich war er am 11. März 1813 zum Major und Bataillonskommandeur aufgestiegen.
Am 2. Oktober 1815 wurde er zum Oberstleutnant befördert und in das 22. Infanterie-Regiment versetzt. Am 19. September 1818 wurde er Oberst und am 21. Juli 1822 kam Sack als Kommandeur zur 4. Landwehr-Brigade. In dieser Eigenschaft wurde er am 6. August 1822 dem 22. Infanterie-Regiment aggregiert. Am 18. Januar 1825 erhielt er den Roten Adlerorden III. Klasse und im gleich Jahr auch das Dienstkreuz. Am 30. März 1828 wurde er zum Generalmajor befördert sowie am 10. September 1834 mit dem Roten Adlerorden II. Klasse mit Eichenlaub ausgezeichnet. Am 30. März 1835 kam Sack als Direktor des Ökonomiedepartements in das Kriegsministerium und erhielt am 13. August 1837 unter Verleihung des Charakters als Generalleutnant seinen Abschied mit der gesetzlichen Pension. Er starb am 17. Dezember 1844 in Berlin und wurde am 21. Dezember 1844 auf dem Invalidenfriedhof beigesetzt.

### Familie
Sack heiratete am 7. März 1816 in Bartin Friederike Wilhelmine Luise von Blumenthal (* 4. März 1773; † 31. Januar 1853) aus dem Haus Quakenburg. Sie war die Witwe des Oberst Wedig Casimir von Massow (* 29. März 1752; † 29. April 1807), zuletzt Kommandeur des Infanterieregiments „von Ploetz“ und Ritter des Ordens Pour le Mérite.